# Belastungsempfinden
Das körperliche Belastungsempfinden wird bei den verschiedenen Belastungsformen von sehr unterschiedlichen Strukturen bzw. Funktionen bestimmt.

Skala des subjektiven Belastungs- und Dyspnoe-Empfindens nach Borg 1970, modifiziert von Dickhuth und Löllgen 1996 (RPE = received perception of exertion = Herzfrequenz x 0,1; RPD = received perception of dyspnea = empfundene Atemnot)

Bei maximaler Kraftbelastung ist die maximale Muskelspannung dominierend; bei Sprintbelastungen (länger als 10 s, z. B. 400 m) hohe Laktatkonzentrationen im peripheren Kapillarblut (bis 25 mmol/L); bei sehr langen Ausdauerbeanspruchungen (z. B. Marathonlauf) die Stoffwechselsituation und zentrale Ermüdungsvorgänge.
Zur Bewertung des subjektiven Belastungsempfindens wurde von dem schwedischen Physiologen Gunnar Borg die nach ihm benannte Borg-Skala der RPE-Werte (Received Perception of Exertion) angegeben. Diese ging zunächst von der Belastungsherzfrequenz aus nach der Gleichung: Herzfrequenz x 0,1 = RPE. Das bedeutete, dass ein Proband während einer Ergometrie sein individuelles Belastungsempfinden angibt; die Angabe leicht (10) z. B. bei einer Herzfrequenz von 100, die Angabe sehr schwer (17) bei 170 Herzschlägen/min. Später stellte dann aber Borg auch fest, dass die Ermüdung viele subjektive psychologische Elemente hat und berücksichtigte diese. Nach den Forschungen von Per-Olof Åstrand besteht jedoch kein Kausalzusammenhang zwischen der wahrgenommenen und der realen Belastung. Dieses war durchaus in der schwedischen Tradition des natürlichen Trainings auf der Grundlage des biopsychosozialen Weltbildes, widersprach aber der kontinentalen Tradition, in der man nach möglichst eindeutigen biologischen Zusammenhängen suchte. Jüngere Forschungen zeigen jedoch, dass Borg die biologische Wirksamkeit des Geistes richtig gemessen und die Zusammenhänge prognostiziert hatte.
Die modifizierte Skala bezieht auch die bei zunehmender Belastung empfundene Atemnot ein, die durch die RPD-Werte (Received Perception of Dyspnea) angegeben werden. Um die individuellen Wahrnehmungsgrößen objektiv zu behandeln entwickelte Borg die Perceptometrie als Teil der Psychophysik.
Eine modifizierte Version der Borg-Skala findet sich auch im Krafttraining / Muskelaufbautraining. Die von Zourdos et al. entwickelte RIR-Methode (Repetitions In Reserve) leitet die Belastungsintensität von den noch ausführbaren Wiederholungen gegen ein externes Gewicht ab. Dabei entspricht die Belastungsstufe 10 dem Ausführen der Bewegung bis zum Muskelversagen in der Kontraktion. Die Belastungsstufen 1-9 korrelieren mit den noch verbliebenen möglichen Wiederholungen.